# Дерменешть
Дерменешть, Дерменешті (рум. Dărmănești) — місто у повіті Бакеу в Румунії. Адміністративно місту підпорядковані такі села (дані про населення за 2002 рік):
- Дерменяска (356 осіб)
- Лапош (1051 особа)
- Пегубень (420 осіб)
- Плопу (1522 особи)
- Селетрук (854 особи)

Місто розташоване на відстані 216 км на північ від Бухареста, 40 км на південний захід від Бакеу, 121 км на південний захід від Ясс, 103 км на північний схід від Брашова.

## Населення
За даними перепису населення 2002 року у місті проживали 14 194 особи.
Національний склад населення міста:
| Національність | Кількість осіб | Відсоток |
| -------------- | -------------- | -------- |
| румуни         | 13421          | 94,6%    |
| цигани         | 759            | 5,3%     |
| угорці         | 11             | 0,1%     |
| німці          | 2              | < 0,1%   |
| татари         | 1              | < 0,1%   |

Рідною мовою назвали:
| Мова      | Кількість осіб | Відсоток |
| --------- | -------------- | -------- |
| румунська | 13518          | 95,2%    |
| циганська | 663            | 4,7%     |
| угорська  | 11             | 0,1%     |
| німецька  | 1              | < 0,1%   |
| татарська | 1              | < 0,1%   |

Склад населення міста за віросповіданням:
| Релігія                                       | Кількість осіб | Відсоток |
| --------------------------------------------- | -------------- | -------- |
| православні                                   | 12406          | 87,4%    |
| римо-католики                                 | 1631           | 11,5%    |
| п'ятдесятники                                 | 97             | 0,7%     |
| бретрени                                      | 30             | 0,2%     |
| лютерани (Синодально-пресвітеріанська церква) | 9              | 0,1%     |
| греко-католики                                | 4              | < 0,1%   |
| баптисти                                      | 4              | < 0,1%   |
| адвентисти                                    | 3              | < 0,1%   |
| лютерани                                      | 2              | < 0,1%   |
| реформати                                     | 1              | < 0,1%   |
| мусульмани                                    | 1              | < 0,1%   |

## Зовнішні посилання
- Дані про місто Дерменешть на сайті Ghidul Primăriilor [Архівовано 19 листопада 2010 у Wayback Machine.]